# Districte de Làrnaca
El Districte de Làrnaca és un dels sis districtes de Xipre. La capital és Làrnaca. Una petita part de la zona oriental fou ocupada per l'exèrcit turc el 1974, i és controlada per la República Turca de Xipre del Nord. (Vegeu disputa de Xipre). La part sota control xipriota és governada pel districte de Nicòsia.
Al territori hi ha l'aeroport internacional de Làrnaca i la mesquita musulmana de Hala Sultan Tekke, la tercera més sagrada del món islàmic.